# Cypecore
Cypecore ist eine deutsche Melodic-Death-Metal-Band aus Mannheim.

## Geschichte
Die Band wurde 2007 von Attila Erdélyi, Nils Lesser, Lucas Amadeus Buttendorf, Christoph Rogdakis und Christoph Heckel gegründet. Sie haben bisher vier unabhängige Studioalben veröffentlicht. Jedes dieser Alben ist ein Konzeptalbum basierend auf der Geschichte einer futuristischen, post-apokalyptischen Welt, die im 22. Jahrhundert nach dem Dritten Weltkrieg spielt. Die Menschheit ist nahezu ausgelöscht und die komplette Erde radioaktiv verstrahlt, was das Tragen eines Ganzkörperschutzanzuges nötig macht, welche die Band auch bei Liveauftritten stets trägt. Bassist Christoph „Desolator“ Heckel starb am 29. Oktober 2018 an den Folgen einer Krebserkrankung.

## Stil
Die Band spielt Melodic Death Metal mit Einflüssen aus dem Industrial. Sie beschreiben ihren Stil selbst als brutal, martial but still melodic (zu deutsch: brutal, gewalttätig aber trotzdem melodisch). Sie bezeichnen ihre Liveauftritte auch immer als operations (zu deutsch Operationen).

## Aussehen und Hintergrund
Ursprünglich war nicht geplant, dass es die Geschichte, welche nach dem „Dritten Weltkrieg“ spielt, geben soll, doch seit dem Album Identity mit neuem Sänger, entwarfen sie dieses Konzept. In einem Interview erwähnten sie, wie die Albumtitel in die Geschichte passen könnten: Das erste Album, Innocent, beschreibt die Zeit vor dem Krieg; das zweite Album, Take the Consequence, ist die Zeit des Krieges selbst beziehungsweise etwas danach, als die Hinterbliebenen nun mit der Situation zurechtkommen müssen. Danach folgt das Album Identity, hier findet jeder seine Rolle in dem Ganzen. Das 2018 erschienene Album The Alliance stellt die Suche nach Verbündeten dar.

## Diskografie

### Studioalben
- 2008: Innocent
- 2010: Take the Consequence
- 2016: Identity
- 2018: The Alliance
- 2024: Make Me Real

### EPs
- 2023: Version 4.5: The Dark Chapter

### Singles
- 2014: The Hills Have Eyes
- 2014: My Confession
- 2015: Identity
- 2018: The Alliance
- 2018: Dissatisfactory
- 2021: Chosen Chaos
- 2022: Spirals
- 2022: Rise
- 2023: Liquid Fire
- 2023: I’ll be back
- 2023: Neoteric Gods
- 2023: Make me Real